# Gumshoe
Gumshoe är ett TV-spel utvecklat och utgivet av Nintendo till NES den 6 juni 1986 i Nordamerika, och den 15 juni 1988 i Europa. Spelet spelas med NES Zapper, och designades av Yoshio Sakamoto.

## Handling
Herr Stevenson är detektiv, och tidigare FBI-argent. Plötsligt får han ett meddelande från maffiabossen Dom, som kidnappat hans dotter Jennifer. Stevenson måste samla fem diamanter inom 24 timmar om han vill återse sin dotter igen.

### Fotnoter
1. ↑  JC, Anthony. The Nintendo Development Structure Arkiverad 23 mars 2008 hämtat från the Wayback Machine. N-Sider läst 27 april 2014
2. 1 2  ”Gumshoe”. NES DB. 27 februari 1986. Arkiverad från originalet den 27 april 2014. https://web.archive.org/web/20140427204411/http://www.nesdb.se/game_more.php?id=629&rid=3. Läst 27 april 2014.
3. ↑  http://www.wired.com/gamelife/2010/04/sakamoto/